# Distretto di Nishitama

Distretto Nishitama

Il distretto di Nishitama (西多摩郡?, Nishitama-gun) è l'unico distretto di Tokyo, in Giappone. Si trova nella parte montuosa della metropoli, situata nella parte occidentale dell'area di Tama.
Attualmente fanno parte del distretto il villaggio di Hinohara (檜原村 o 桧原村?, Hinohara-mura), e le cittadine di Hinode (日の出町?, Hinode-machi), Mizuho (瑞穂町?, Mizuho-machi) e Okutama (奥多摩町?, Okutama-machi).
| Controllo di autorità | VIAF (EN) 252685633 · NDL (EN, JA) 00638572 |